# Río Eşen
El río Eşen (en turco: Eşen çeyı o Seki Çayı y en la Antigüedad río Janto) es un río del sudoeste de Turquía. Mide 120 km de largo y fluye principalmente en la provincia de Muğla.
Aunque es pequeño, es famoso por su valor turístico por la práctica del rafting, sobre todo en la parte final del río, que marca la frontera entre las provincias de Muğla y Antalya. El río desemboca en el Mar Mediterráneo en las coordenadas 36°17′32″N 29°16′00″E / 36.29222, 29.26667.  

## Río Janto
En la antigüedad, tanto el río como la ciudad de Janto que había en su orilla, eran conocidos con el mismo nombre. Las antiguas ciudades de Patara y Letoon están también en las proximidades. 

La región histórica de Licia, en cuya zona occidental se observa el curso del Janto o Eşen.

Estrabón informa de que el nombre original del río era «Sibros» o «Sirbis». Durante la invasión persa el río es llamado «Sirbe» que significa ‘amarillo’, como la palabra griega Ξανθός Xanzós, que se usaba como nombre del río en ese idioma. El río usualmente tenía una tonalidad amarilla debido a la tierra de la base aluvial del valle. Hoy el sitio de Janto domina la actual población de Kinik.
Una leyenda griega dice que el río fue creado por los dolores de parto de Leto, cuyo templo, el Letoon, está en la orilla occidental del río algunos kilómetros al sur de Janto. El Letoon ha sido excavado en el siglo XX y ha proporcionado numerosos textos licios, griegos y arameos en inscripción. Un notable texto trilingüe, conocido como el Letoon trilingüe, fue encontrado allí y contiene una referencia al rey Artajerjes. El Letoon, junto a Janto, ha sido designado como Patrimonio de la Humanidad por la Unesco.

## Galería de imágenes

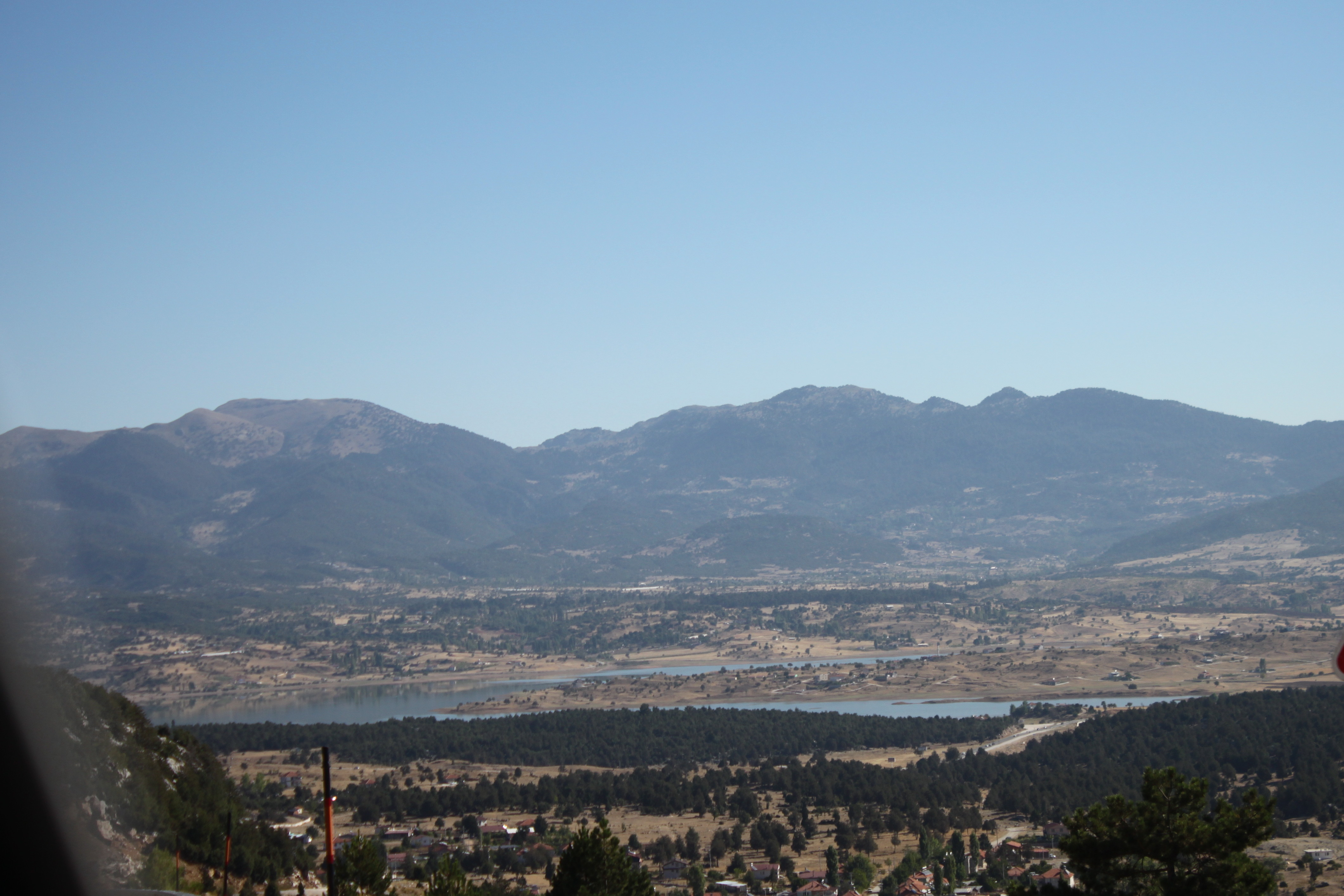
Vista al norte de la presa Eşen cerca de Yaylapatlangıç; Distrito de Seydikemer, provincia de Muğla, Turquía.
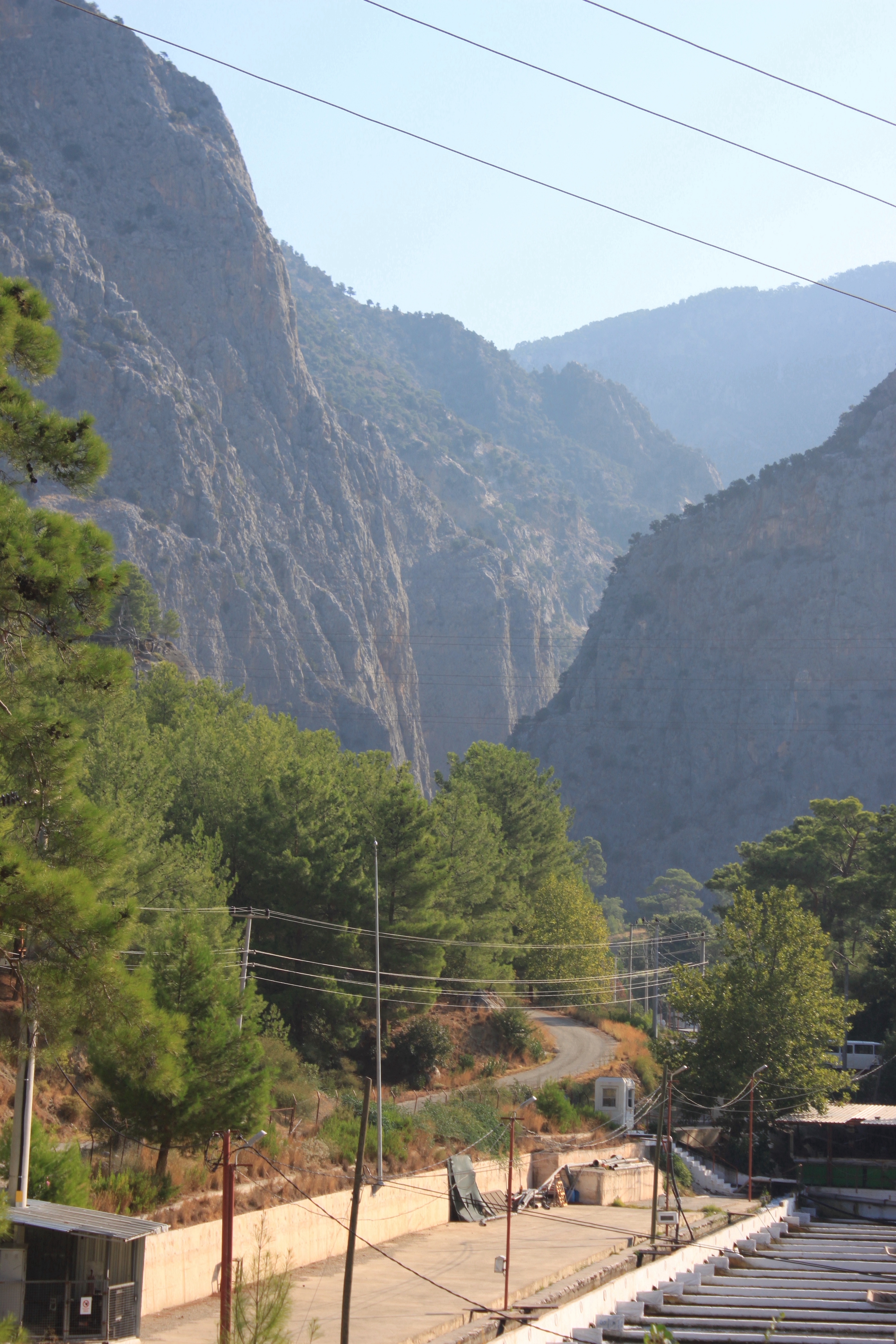
Cañón de Ören cerca de Ören, condado de Seydikemer, provincia de Muğla; mirando al norte.
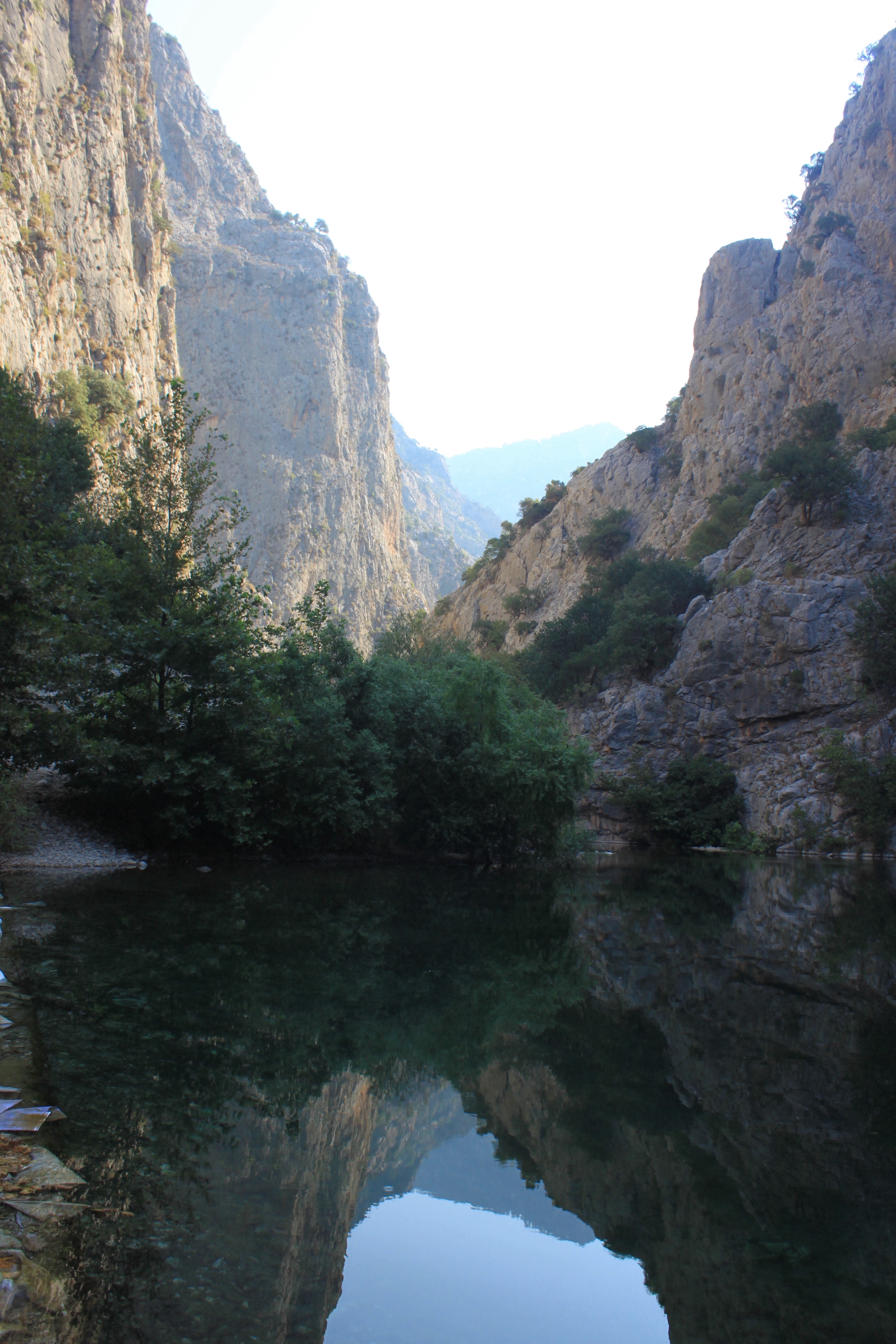
Vista del Eşen Çayı (Xanthos) en el Cañón de Ören; condado de Seydikemer, provincia de Muğla; hacia el noreste.